# Roberto Leal
Roberto Leal (né le 27 novembre 1951 à Macedo de Cavaleiros, au Portugal, et décédé le 15 septembre 2019 à São Paulo, au Brésil) est un chanteur et acteur portugais. Il est considéré comme un ambassadeur de la culture portugaise au Brésil. Au cours d'une carrière de plus de 45 ans, il remporte 30 disques d'or, ainsi que 5 disques de platine et 500 prix et, selon différentes sources, ses ventes totales se sont élevées à 15 millions, voire 25 millions.

## Biographie
Fils d'Avelino Augusto Fernandes et de Maria Julia Patricio, Roberto Leal est né dans la paroisse de Vale da Porca, à Macedo de Cavaleiros, dans le district de Bragança, au nord du Portugal. Enfant, il vit dans la pauvreté et raconte n'avoir mangé que des pommes de terre pendant un an après que la récolte de blé de la famille a été détruite par un orage. Dans le but d'avoir une vie meilleure, il émigre au Brésil à l'âge de onze ans, en 1962, avec ses parents et ses neuf frères et sœurs, au cours de cinq voyages en bateau,. Dans la ville de São Paulo, au Brésil, après avoir travaillé comme cordonnier et vendeur de confiseries, il commence sa carrière comme chanteur de fado et de chansons romantiques.
En 1971, elle connaît son premier grand succès avec Arrebita, connu pour son refrain Ai cachopa, se tu queres ser bonita, arrebita, arrebita, arrebita, après avoir participé à l'émission Discoteca do Chacrinha. Peu après, elle commence à gagner en popularité en se produisant dans divers auditoriums du Brésil. Les albums Carimbó Português (1976) et Rock Vira (1977) sont disques d'or, avec plus de 150 000 exemplaires vendus chacun, selon ABPD.
En 1978, il participe au film Milagre - O Poder da Fé, avec la participation de personnalités comme la présentatrice Chacrinha, Elke Maravilha et l'actrice Lolita Rodrigues. Sorti en 1979, le film raconte l'histoire de sa vie.
En 2018, il se présente au poste de représentant de l'État de São Paulo pour le PTB, obtenant 8 273 voix (0,04 % des votes valides), mais n'est pas élu.

## Discographie
- 1973 : Arrebita
- 1974 : Lisboa Antiga
- 1975 : Minha Gente
- 1976 : Carimbó Português
- 1977 : Rock Vira
- 1978 : Terra da Maria
- 1979 : Senhora da Serra
- 1980 : Obrigado Brasil
- 1981 : A Banda Chegou
- 1982 : Foi Preciso Navegar
- 1983 : Férias em Portugal
- 1984 : Baile dos Passarinhos
- 1985 : Um Grande Amor
- 1986 : Dá cá um Beijo
- 1987 : Como é Linda Minha Aldeia
- 1988 : A Fada dos Meus Fados
- 1989 : Em Algum Lugar
- 1990 : Quem Somos Nós
- 1991 : Gosto de Sal
- 1992 : Rumo ao Futuro
- 1992 : Romantismo de Portugal
- 1993 : Raça Humana
- 1994 : Vozes de Um Povo
- 1995 : Festa da Gente
- 1995 : Canções da minha Vida
- 1996 : O Poder da Fé, o Milagre de Sto. Ambrósio
- 1996 : Alma Minha
- 1996 : Refazendo História
- 1997 : Português Brasileiro
- 1998 : Forrandovira
- 1999 : Roberto Canta Roberto
- 2000 : O Melhor de...
- 2001 : Vira Brasil
- 2002 : Reencontro
- 2003 : Folclore I
- 2003 : Folclore II
- 2003 : Sucessos de Verão
- 2003 : Marchas Populares
- 2003 : Místico
- 2003 : Fadista
- 2003 : Canto a Portugal
- 2003 : Romântico
- 2003 : Brasileiro
- 2004 : De Jorge Amado a Pessoa
- 2005 : Alma Lusa
- 2006 : Sucessos da Minha Vida
- 2007 : Canto da Terra
- 2009 : Raiç/Raízes
- 2010 : Vamos Brindar!
- 2014 : Obrigado Brasil!
- 2016 : Arrebenta a Festa